# Трусов, Николай Васильевич (архитектор)
Николай Васильевич Трусов (1820 — 14 августа 1886, Берлин) — русский архитектор, академик архитектуры Императорской Академии художеств, действительный член Санкт-Петербургского общества архитекторов, статский советник.

## Биография
Выпускник Императорской Академии художеств. В 1850 году получил звание неклассного художника за проект «концертного зала на 1200 человек», в 1858 году присвоено звание академика.
Работал в Министерстве финансов, департаменте таможенных сборов, Императорском человеколюбивом обществе, Санкт-Петербургском городском кредитном обществе. Автор построек в Москве, Риге, Либаве, Севастополе, Ростове-на-Дону, Тамбовской губернии. Построил ряд предприятий в Санкт-Петербурге: клеёночную мануфактуру Прокудиной-Горской, сахарные заводы и др.; спроектировал восемь фабрик, не менее 17 жилых домов, трёх особняков и иных строений, перестройки и расширения более десяти жилых домов в российской столице. В шести городах Российской империи Трусовым были возведены здания таможен, в трёх из них комплексы включали трёхэтажные дома для чиновников и служащих; городской театр в Таганроге (1886).
Скончался 14 [26] августа 1886 года в Берлине, похоронен на Смоленском кладбище в Санкт-Петербурге. 

## Проекты и постройки

### Санкт-Петербург

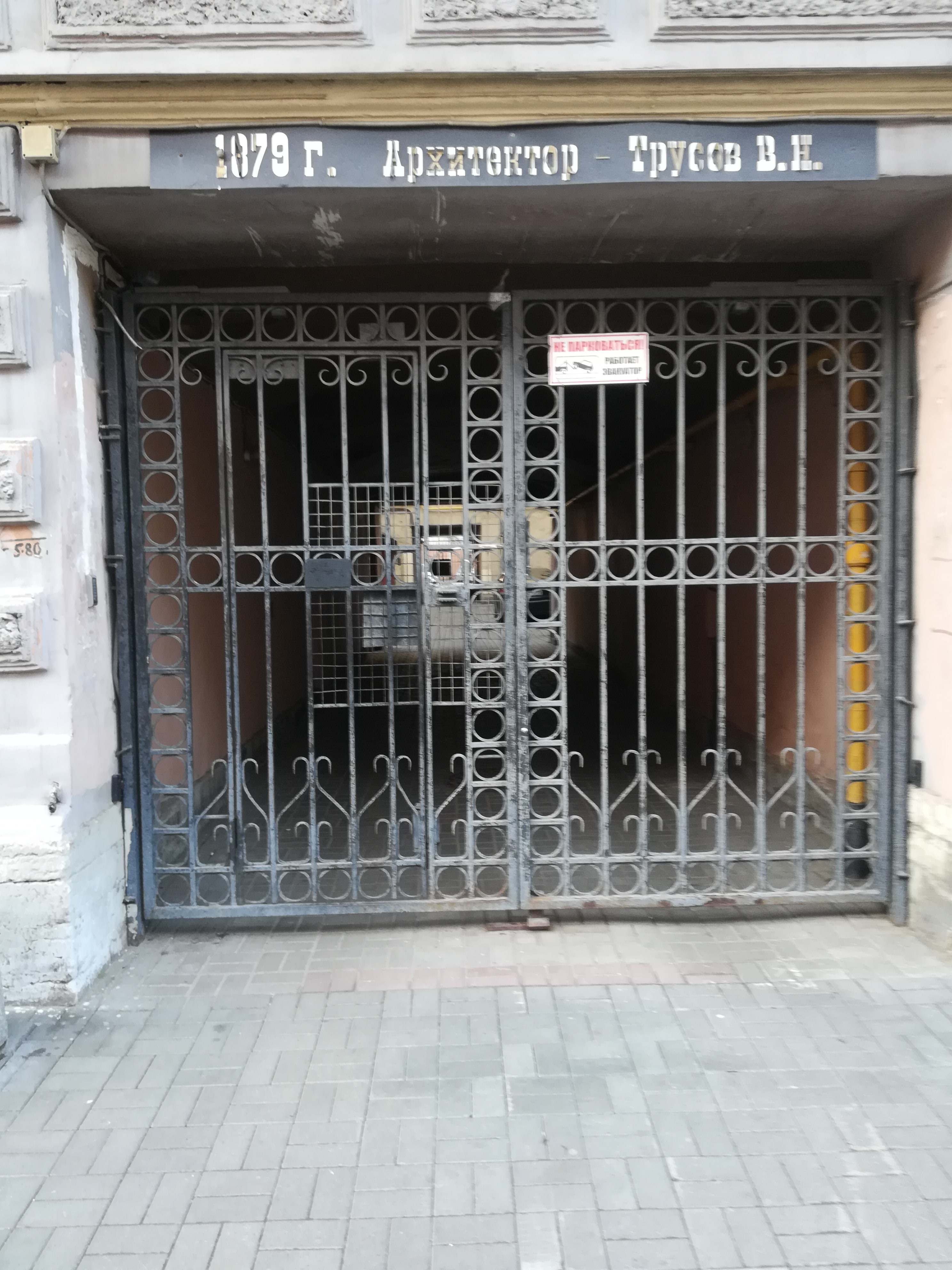
Петербург. Садовая улица

- Производственные сооружения пуговичной фабрики А. К. Буха. 4-я линия, 45 (1854, 1860, 1864)
- Доходный дом (перестройка и расширение). Большой пр. В. О., 40 — 15-я линия, 8 (1855)
- Доходный дом (правая часть). Жуковского ул., 2 (1855)
- Доходный дом Н. Е. Полякова. Московский пр., 58 (1855)[5]
- Дом Д. Лодера (расширение). Лифляндская ул., 10 (1856, 1859)[6]
- Здание Гимназии Императорского Человеколюбивого общества (расширение и устройство церкви равноапостольных Константина и Елены). Крюкова канала наб., 15 (1857—1858)[7]
- Особняк М. Н. Челищева (перестройка). Английская наб., 62 — Галерная ул., 63 (1858)[8]
- Доходный дом Л. Вильгельма (включение существовавшего дома). 2-я линия ВО, 59 — Малый пр. ВО, 2 (1859)[9]
- Дом В. Сименса и И. Гальске (перестройка, строительство флигелей). 1-я линия ВО, 34 — Репина ул., 35 (1859)[10][11]
- Доходный дом И. Н. Шмидта. 5-я линия ВО, 30 (1860—1861)[12]
- Особняк В. С. Балашева (дворовый корпус). Грибоедова наб.к., 92 — Средняя Подьяческая ул., 1х (1861)[13]
- Доходный дом (надстройка). Вознесенский пр., 13 — Декабристов ул., 2 (1865)[14]
- Особняк Е. М. Эльманович (расширение по ул. Печатников). Лермонтовский пр., 6х — Союза Печатников ул., 9 (1866—1867)[15][16]
- Дом С. С. Уварова (перестройка). Малая Морская ул., 21 (1867)[17]
- Производственные здания механического завода Г. А. Лесснера. Оренбургская ул., 6 — Сахарный пер., 6 (1867—1870, 1875—1877, 1882)
- Доходный дом. 10-я Красноармейская ул., 9 (1868)[18]
- Здание Ивановского девичьего училища (перестройка). Союза Печатников ул., 16 (1870—1871)[19][20]
- Доходный дом (перестройка). Лермонтовский пр., 45 — Рижский пр., 2 (1871)[21]
- Производственные сооружения завода Б. Б. Монина (двор). 3-я линия ВО, 52 (1872—1873)
- Жилой дом. Лифляндская ул., 4 (1873)[22]
- Комплекс построек Чернореченской бумагопрядильной мануфактуры Л. Е. Кенига. Лифляндская ул., 3 — Обводного наб.к., 158х (1874—1878)[23][24]
- Производственные здания сахарного завода Л. Е. Кенига. Лифляндская ул., 6 (1870-е)
- Доходный дом Е. Е. Колесникова. 9-я Красноармейская ул., 11 (1873)[25]
- Доходный дом. 10-я Красноармейская ул., 11 (1873)[26]
- Доходный дом. 6-я Красноармейская ул., 17 (1873, 1877)[27]
- Доходный дом. 16-я линия ВО, 47 (1874)[28][29]
- Особняк Г. А. Лесснера (правая часть). Выборгская наб. 13 (1875)
- Дом А. А. Бенкендорфа. Лермонтовский пр., 55 — Морской пер., 1Х (1876)[30]
- Доходный дом. Поварской пер., 15 (1876)[31]
- Доходный дом Л. Е. Кенига (надстройка и перестройка). 4-я линия ВО, 7 (1876)[32]
- Доходный дом. 11-я Красноармейская ул., 24 (1876—1877)[33]
- Доходный дом. 12-я Красноармейская ул., 21 (1876—1877)[34]
- Доходный дом (перестройка, надстройка). 7-я Советская ул., 17 (1877)[35]
- Дом благотворительного общества Андреевского собора. 13-я линия ВО, 26 (1877)[36]
- Доходный дом. Мойки наб., 93 (1878—1879)[37]
- Дом А. С. Уварова — В. А. Грейга (надстройка двумя этажами). Большая Морская ул., 48 (1878—1880)[38]
- Доходный дом Наумовой. Садовая ул., 127 (1879)[39]
- Особняк и контора завода Кенигов. Пироговская наб., 13 (1880-1881)[40]
- Комплекс зданий сахарного завода М. Е. Карра. Евпаторийский пер., 1 — Большой Сампсониевский пр., 24А — Пироговская наб., 13х (1881)[41]
- Особняк Л. Е. Кенига (двор). Б. Сампсониевский пр., 24 (1881)